# Lukas Goldbach

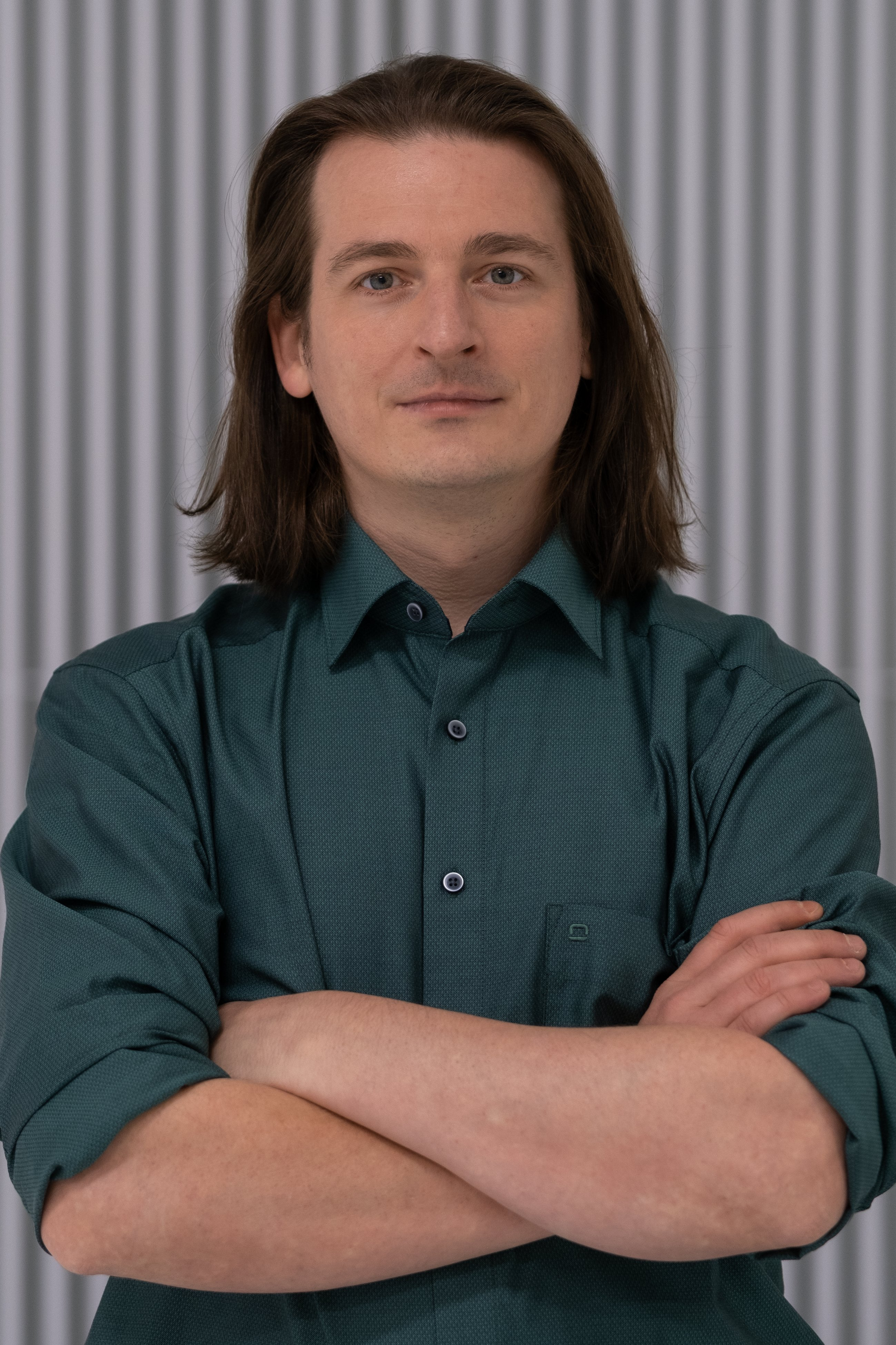
Lukas T. Goldbach 2021 (Bild: Rolf Wegst)

Lukas T. Goldbach (* 7. Oktober 1981 in Riegelsberg) ist ein deutscher Theater-Schauspieler und Regisseur.

## Leben
Goldbach war von 2002 bis 2003 Schauspieleleve am Theater Überzwerg in Saarbrücken. Von 2003 bis 2007 studierte er Schauspiel an der Hochschule für Musik, Theater und Medien Hannover. Währenddessen gastierte er an diversen Bühnen wie dem Schauspielhaus Hannover, dem Renaissancetheater (Wien) oder dem Theater am Goetheplatz Bremen. Von 2007 bis 2011 war er festes Ensemblemitglied am Theater Vorpommern, und von 2011 bis 2022 am Stadttheater Gießen. Seither ist er hauptsächlich als Regisseur tätig. 
Als Theaterregisseur begann er 2008 zu arbeiten und inszeniert seither an verschiedenen deutschsprachigen Theatern. 

## Theaterrollen (Auswahl)
- 2008: Shakespeare: Hamlet (Rolle: Laertes)
- 2009: Schiller: Die Räuber (Rolle: Franz Moor)
- 2009: Shakespeare: Der Widerspenstigen Zähmung (Rolle: Lucentino)
- 2010: Brecht: Mutter Courage und ihre Kinder (Rolle: Eilif)
- 2011: Gorki: Nachtasyl (Rolle: Baron)
- 2011: Kleist: Der Prinz von Homburg (Rolle: Prinz Friedrich von Homburg)
- 2012: Shakespeare: Othello (Rolle: Rodrigo)
- 2012: Kesselring: Arsen und Spitzenhäubchen (Rolle: Patrick O’Hara)
- 2013: Gericke: Lenz. Fragmente (UA) (Rolle: Lenz)
- 2013: Musil: Die Verwirrungen des Zöglings Törleß (Rolle: Basini)
- 2014: Carr: Am Katzenmoor (Rolle: Carthage Kilbride)
- 2015: Stockmann: Der Mann der die Welt ass (Rolle: der Sohn)
- 2015: Goethe: Iphigenie auf Tauris (Rolle: Orest)
- 2015: Orwell: 1984 (Rolle: Winston)
- 2016: Kondschak: Rio Reiser – König von Deutschland (Rolle: Rio Reiser)
- 2016: Büchner: Leonce und Lena (Rolle: Valerio)
- 2017: Loher: Diebe (Rolle: Thomas Tomason)
- 2017: Fleißer: Fegefeuer in Ingolstadt (Rolle: Rölle)
- 2017: Greig: Eine Sommernacht (Rolle: Bob)
- 2018: Sartre: Die schmutzigen Hände (Rolle: Hoederer)
- 2018: Arzt: Johnny Breitwieser (Rolle: Johnny Breitwieser)
- 2019: Kuttner, Kühnel (nach Ayn Rands "Fountainhead"): Capitalista, Baby! (Rolle: Howard Roark)
- 2020: Molière: Tartuffe (Rolle: Tartuffe)
- 2020: C. J. Setz: Erinnya (Rolle: Matthias)

## Theaterinszenierungen
- Flimmertrip, Stückentwicklung mit dem StuThe Greifswald (2008)
- Die Grüne Gans von K. I. Galczynski am StuThe Greifswald (2009)
- HOMO PILICREPUS der ballspielende mensch von L. T. Goldbach am StuThe Greifswald (2010)
- Livia,13 von C. Rinderknecht am Theater Vorpommern (2011)
- Yann & Beatrix von C. Fréchette am Theater Vorpommern (2011)
- Kleine Terror Akte, Performance mit Studierenden der angewandten Theaterwissenschaft Gießen (2013)
- Die Panik bleibt aus Stückentwicklung mit dem Club für junge Erwachsene (JuErGen) am Stadttheater Gießen (2015)
- Himmel und Hände von C. Brandau am Stadttheater Gießen (2017)
- An der Arche um acht von U. Hub am Stadttheater Gießen (2019)
- Das Gesetz der Schwerkraft von Olivier Sylvestre am Theater Münster (2020)
- Die Geschichte meiner Einschätzung am Anfang des dritten Jahrtausends von PeterLicht am Stadttheater Gießen (2021)
- ICHICHICH (UA) von Marc Becker am Stadttheater Gießen (2022)
- Der Weg zurück von Dennis Kelly am Bruchwerk Theater in Siegen (2023)
- Arsen und Spitzenhäubchen von Joseph Kesselring bei den Rosenbergfestspielen Kronach (2023)
- Der siebente Bruder oder das Herz im Marmeladenglas nach der gleichnamigen Graphic Novel von Øyvind Torseter am Landestheater Tübingen (2023)
- Der Zinnsoldat und die Papiertänzerin von Roland Schimmelpfennig am Landestheater Linz (2024)

## Auszeichnungen
- 2006: silberner Fleischwolf beim Durchgedreht 24 Festival für den Kurzfilm "Im Glashaus" (zusammen mit Rquadrat/Christopher Rüping)